# مائسة (جبلة)

تعديل مصدري - تعديل

مائسة هي إحدى قرى عزلة الربادي بمديرية جبلة التابعة لمحافظة إب، بلغ تعداد سكانها 299 نسمة حسب تعداد اليمن لعام 2004.